# 和歌山県道・大阪府道752号和歌山阪南線
和歌山県道・大阪府道752号和歌山阪南線（わかやまけんどう・おおさかふどう752ごう わかやまはんなんせん）は、和歌山県和歌山市から大阪府阪南市に至る一般県府道である。

## 概要
和歌山県和歌山市西汀丁（）から大阪府阪南市自然田（）に至る。
2017年（平成29年）4月1日の第二阪和国道全線開通に伴って国道26号の指定が外れ、国土交通省から大阪府・和歌山県へ移管された。
梅原交差点 - 貝掛交差点間で孝子越街道を継承する道路で、一部重複する。
箱ノ浦ランプ以南は主要道路が1本（両側2車線）しかないため渋滞が日常的に発生していたが、バイパスが淡輪ランプまで延伸されたことによって両ランプ間の交通状況は改善された。

### 路線データ
- 起点：和歌山県和歌山市西汀丁（西汀丁交差点、国道24号交点、和歌山県道17号和歌山停車場線終点）
- 終点：大阪府阪南市自然田（桜ケ丘北交差点[3]、国道26号交点、大阪府道256号東鳥取南海線上）
- 総延長：23.974 km
  - 和歌山県：7.360 km[6]
  - 大阪府：16.614 km[7]

## 歴史
梅原交差点 - 下出北交差点間は昭和戦前期にいわゆる大正国道の国道16号の新道として敷設され、引き続いて昭和国道の国道26号に指定されていた道路の一部区間にあたる。
起点 - 梅原交差点間は戦災復興都市計画事業や1971年黒潮国体関連事業によって1967年（昭和42年）から1971年（昭和46年）にかけて国道26号のバイパスとして拡幅・新設された道路である。
下出北交差点 - 終点間は1974年（昭和49年）の阪和自動車道の阪南IC - 海南IC間開通に伴って敷設された道路の一部区間にあたり、1983年（昭和58年）4月1日に国道26号の一部区間となった。

### 年表
- 2016年（平成28年）12月27日 - 路線認定[1][3][8]
- 2017年（平成29年）4月1日 - 第二阪和国道の全線開通に伴って、国道26号（阪南 - 和歌山）の指定が外れ、管理が国土交通省から大阪府・和歌山県に移管[3]。

## 路線状況

### 重複区間
- 和歌山県道148号和歌山港北島線（和歌山県和歌山市湊・紀ノ川大橋北詰交差点 - 和歌山市湊・御膳松交差点）
- 大阪府道256号東鳥取南海線（ 阪南市下出・下出北交差点 - 阪南市自然田・桜ケ丘北交差点）

### 道路施設

#### 橋梁
- 和歌山県
  - 紀ノ川大橋（全長748.1 m、1967年（昭和42年）竣工、紀の川、和歌山市
- 大阪府
  - 孝子橋（大川、泉南郡岬町）
  - 高瀬橋（大川、泉南郡岬町）
  - 志野谷橋（大川、泉南郡岬町）
  - 大町橋（大川、泉南郡岬町）
  - 昭南橋（大川、泉南郡岬町）
  - 田身輪橋（番川、泉南郡岬町）
  - 新茶屋川橋（茶屋川、阪南市）
  - 鳥取中高架橋（山中川、阪南市、大阪府道256号東鳥取南海線重複区間内）

## 地理

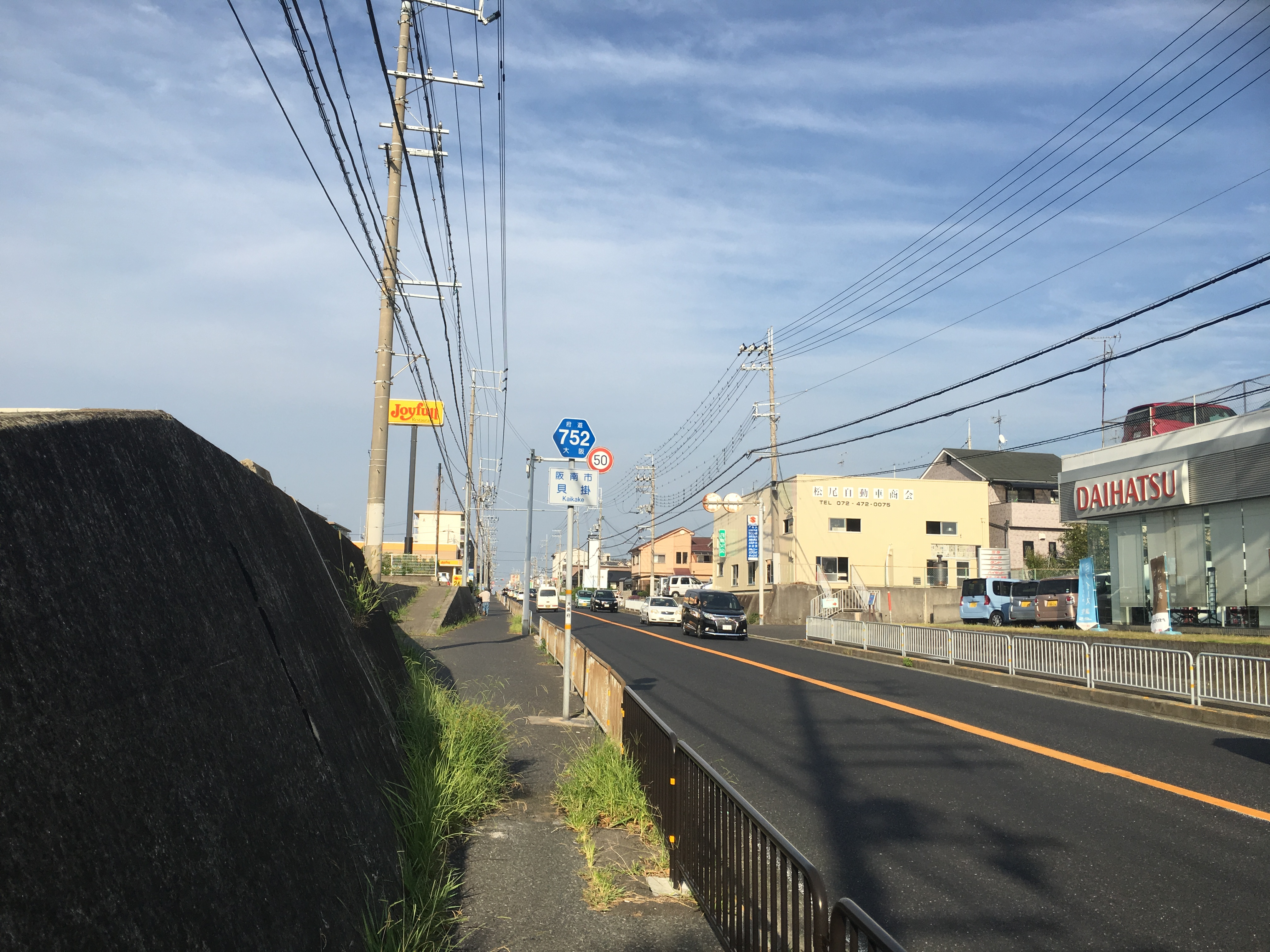
和歌山県道・大阪府道752号和歌山阪南線
（大阪府阪南市貝掛）

### 通過する自治体
- 和歌山県
  - 和歌山市
- 大阪府
  - 泉南郡岬町 - 阪南市

### 交差する道路
| 交差する道路                                                                  | 都道府県名 | 市町村名 | 市町村名 | 交差する場所 | 交差する場所                      |
| ----------------------------------------------------------------------------- | ---------- | -------- | -------- | ------------ | --------------------------------- |
| 国道24号 / 中央通り 国道26号 重複 和歌山県道17号和歌山停車場線 / けやき大通り | 和歌山県   | 和歌山市 | 和歌山市 | 西汀丁（）   | 西汀丁交差点                      |
| 和歌山県道15号新和歌浦梅原線 / 北大通り                                       | 和歌山県   | 和歌山市 | 和歌山市 | 久保丁4丁目  | 久保丁                            |
| 和歌山県道148号和歌山港北島線 重複区間起点                                    | 和歌山県   | 和歌山市 | 和歌山市 | 湊           | 紀ノ川大橋北詰交差点              |
| 和歌山県道148号和歌山港北島線 重複区間終点                                    | 和歌山県   | 和歌山市 | 和歌山市 | 湊           | 御膳松交差点                      |
| 和歌山県道7号粉河加太線                                                       | 和歌山県   | 和歌山市 | 和歌山市 | 狐島         | 狐島交差点                        |
| 和歌山県道15号新和歌浦梅原線 和歌山県道146号西脇梅原線                        | 和歌山県   | 和歌山市 | 和歌山市 | 中           | 梅原交差点                        |
| 国道26号 / 第二阪和国道                                                       | 大阪府     | 泉南郡   | 岬町     | 孝子         | 孝子ランプ交差点 孝子ランプ       |
| 国道26号 / 第二阪和国道                                                       | 大阪府     | 泉南郡   | 岬町     | 深日         | 深日ランプ交差点 深日ランプ       |
| 大阪府道・和歌山県道65号岬加太港線                                            | 大阪府     | 泉南郡   | 岬町     | 深日         | 深日中央交差点                    |
| 国道26号 / 第二阪和国道                                                       | 大阪府     | 泉南郡   | 岬町     | 淡輪         | 淡輪ランプ交差点 淡輪ランプ       |
| 大阪府道259号淡輪停車場線                                                     | 大阪府     | 泉南郡   | 岬町     | 淡輪         | 淡輪中交差点                      |
| 国道26号 / 第二阪和国道                                                       | 大阪府     | 阪南市   | 阪南市   | 箱作         | 箱ノ浦ランプ北交差点 箱ノ浦ランプ |
| 大阪府道250号鳥取吉見泉佐野線                                                 | 大阪府     | 阪南市   | 阪南市   | 貝掛         | 貝掛交差点                        |
| 大阪府道261号自然田鳥取線                                                     | 大阪府     | 阪南市   | 阪南市   | 鳥取         | 鳥取交差点                        |
| 大阪府道204号堺阪南線 大阪府道256号東鳥取南海線 重複区間起点                  | 大阪府     | 阪南市   | 阪南市   | 下出（）     | 下出北交差点                      |
| 国道26号 / 第二阪和国道（一般部） 大阪府道256号東鳥取南海線 重複区間終点      | 大阪府     | 阪南市   | 阪南市   | 自然田（）   | 桜ケ丘北交差点 / 終点             |

### 交差する鉄道
- 南海和歌山港線
- 南海加太線
- 南海本線

### 沿線
- 和歌山市役所
- 和歌山城
- 紀の川
- 和歌山市立河北中学校
- 和歌山市立貴志中学校
- 南海本線
  - 和歌山大学前駅 - 箱作駅 - 孝子駅 - みさき公園駅 - 淡輪駅 - 箱作駅
- イオンモール和歌山
- 南海多奈川線 深目町駅
- 岬町立深目小学校
- 岬町立岬中学校
- みさき公園
- 大阪府立岬高等学校
- 道の駅みさき
- 阪南市立下荘小学校
- 阪南市立鳥取中学校
- 阪南市立上荘小学校

### 峠
- 和歌山県
  - 孝子峠（標高100 m、和歌山市 - 大阪府泉南郡岬町）